# Валя-Келмецуюлуй
Валя-Келмецуюлуй (рум. Valea Călmățuiului) — село у повіті Бреїла в Румунії. Адміністративно підпорядковане місту Инсурецей.
Село розташоване на відстані 135 км на північний схід від Бухареста, 41 км на південний захід від Бреїли, 118 км на північний захід від Констанци, 59 км на південний захід від Галаца.

## Населення
За даними перепису населення 2002 року у селі проживали 108 осіб, з них 107 осіб (99,1%) румунів. Рідною мовою 107 осіб (99,1%) назвали румунську.